# جان سيلفان بايي

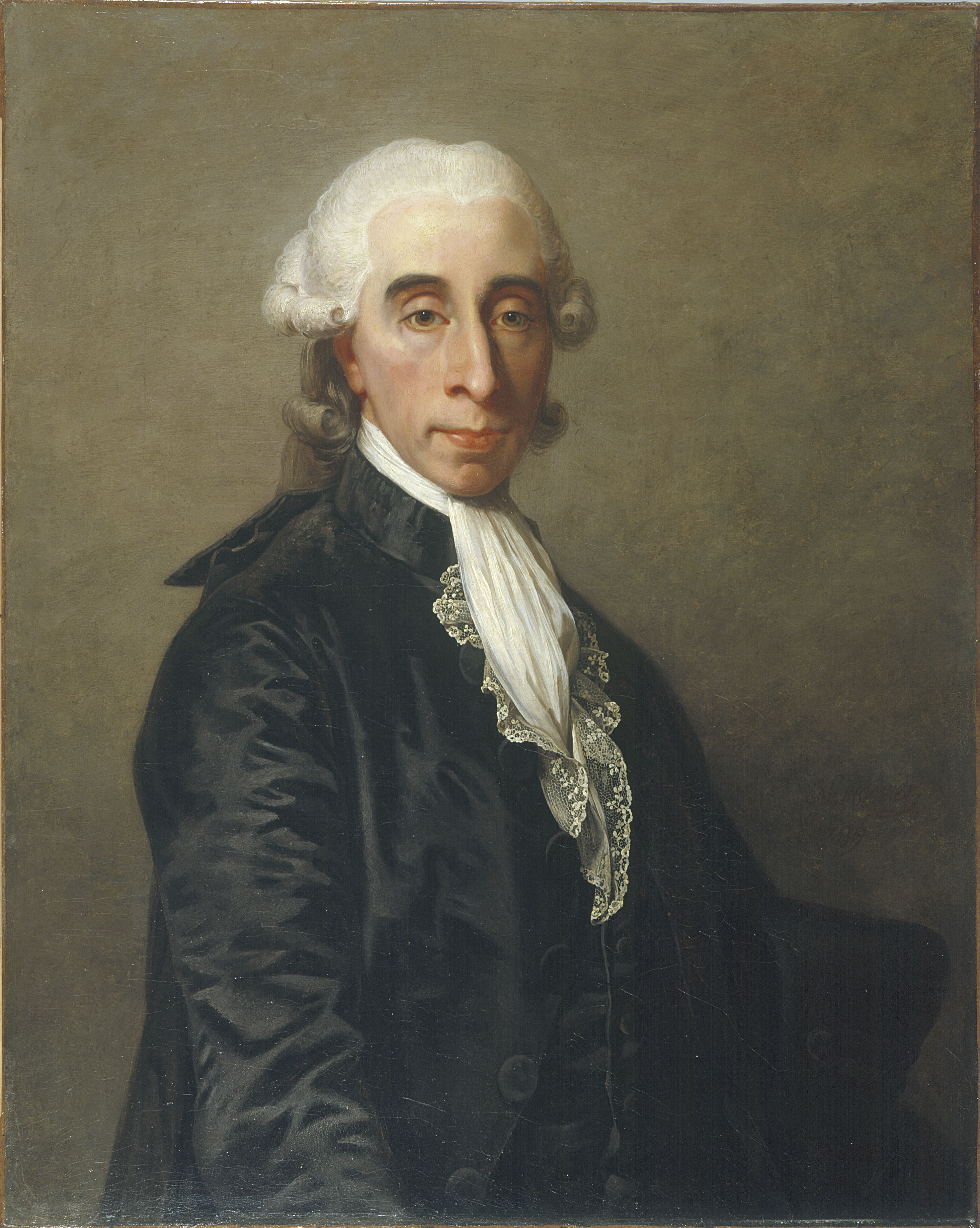
جان سيلفان بايي

جان سيلفان بايي (بالفرنسية: Jean Sylvain Bailly) ـ (15 سبتمبر 1736 ـ 12 نوفمبر 1793) هو فلكي ورياضياتي فرنسي ماسوني، كان من زعماء الثورة الفرنسية السياسيين في بواكيرها. كان أول عمدة لباريس في الفترة من 15 يوليو 1789 إلى 18 نوفمبر 1791. أُعدم بالمقصلة إبان عهد الإرهاب. سميت باسمه إحدى فوهات القمر الصدمية.

## عضويته بالجمعيات والأكاديميات العلمية
كانت لبايي إسهامات بارزة في علم الفلك، أهّلته لأن يُنتخب سنة 1763 عضوًا بالأكاديمية الفرنسية للعلوم، كما انتُخب عضوًا بأكاديمية اللغة الفرنسية في 26 فبراير 1784، حيث شغل المقعد رقم 31 حتى وفاته، وانتخب في سنة 1785 عضوًا بأكاديمية النقوش والفنون الجميلة (بالفرنسية: Académie des Inscriptions et Belles-Lettres)، ليكون ثاني فرنسي يجمع بين عضوية هذه الأكاديميات الفرنسية الثلاث المرموقة بعد برنار لو بوفييه دي فونتينيل (1657 ـ 1757).
كان بايي أيضًا عضوًا أجنبيًا بالأكاديمية الملكية السويدية للعلوم منذ سنة 1778.

## عمله السياسي
تسبب اندلاع الثورة الفرنسية في توقف بايي عن البحث العلمي، إذ انتُخب ممثلًا عن باريس في المؤتمر العام في 12 مايو 1789، ثم انتُخب في 17 يونيو من العام ذاته أول رئيس للمجلس الوطني في عهد الثورة، ثم صار أول عمدة لباريس تحت حكم كوميونة باريس في 15 يوليو 1789 (في اليوم التالي لاقتحام الباستيل)، وظل في منصبه هذا حتى 16 نوفمبر 1791.

### عمدة لباريس
في 17 يوليو 1789، زار الملك لويس السادس عشر دار بلدية باريس لإعلان تأييده للثورة، فأهداه بايي الشريط ذا الألوان الثلاثة، رمز الثورة.
تعرض بايي ـ أثناء شغله لمنصب عمدة باريس ـ لانتقادات كامي ديمولان وجان بول مارا، اللذين اعتبراه محافظًا أكثر مما ينبغي. وقد سعى بايي لتعزيز سلطات عمدة باريس وتحجيم نفوذ الجمعية العمومية لكوميونة باريس، وتمكن ـ رغم التهديد والسخرية ـ من تمرير مرسوم 27 سبتمبر 1791 (الذي صدّق عليه المجلس التشريعي في 30 نوفمبر من العام ذاته) والذي أعلن أن اليهود مواطنون فرنسيون، لهم ما للمواطنين الفرنسيين من الحقوق والمزايا.
وفي 17 يوليو 1791، تجمهرت أعداد كبيرة من الجمهوريين بقيادة كامي ديمولان وجورج دانتون في شون دو مارس تنديدًا بقرار المجلس الوطني ببقاء لويس السادس عشر ملكًا على فرنسا مع التحول إلى نظام الملكية الدستورية، فقامت قوات الحرس الوطني الماركيز دو لافاييت بقمع التجمهر بالذخيرة الحية مما أدى إلى سقوط عدد غير معلوم من الضحايا. وقد أدى ذلك إلى انهيار شعبية بايي، ففرَّ إلى نانت، حيث كتب «مذكرات شاهد» (بالفرنسية: Mémoires d'un témoin، نُشرت في ثلاثة أجزاء عامي 1821 و 1822)، وهي سرد غير مكتمل لحياته كشخصية عامة. وقد حل جيروم بيتيون محل بايي كعمدة لباريس في 16 نوفمبر 1791.

## إعدامه
في يوليو 1793، سافر بايي من نانت للحاق بصديقه بيير سيمون لابلاس في مولن، غير أن خصومه عرفوه وقبضوا عليه. تعرض بايي لضغوط شديدة للإدلاء باعترافات تدين ماري أنطوانيت لكنه أبى. وفي 10 نوفمبر 1793 مثل بايي أمام محكمة ثورية في باريس، فحوكم محاكمة عاجلة وحُكم عليه بالإعدام في اليوم التالي.
وفي 12 نوفمبر أُعدم بايي بالمقصلة في شون دو مارس (الذي اختير لكونه الموقع الذي وقعت فيه خيانة بايي الكبرى للحركة الديمقراطية). وقد أُخرج بايي للمقصلة تحت المطر والبرد القارس وسباب العامة. ويروى أن أحد من شهدوا إعدامه قال له شامتًا: «هل ترتعش يا بايي؟»، فردّ عليه بهدوء: «أجل، ولكن من البرد لا غير».

## من مؤلفاته
- تاريخ الفلك القديم (بالفرنسية: Histoire de l'astronomie ancienne؛ 1775)
- رسائل حول أصل العلوم (بالفرنسية: Lettres sur l'origine des sciences؛ 1777)
- تاريخ الفلك الحديث (بالفرنسية: Histoire de l'astronomie moderne؛ 1782، في ثلاثة أجزاء)
- أطروحة في الفلك الهندي والشرقي (بالفرنسية: Traite de l'astronomie indienne et orientale؛ 1787)

## روابط خارجية
- جان سيلفان بايي على موقع الموسوعة البريطانية (الإنجليزية)
- جان سيلفان بايي على موقع إن إن دي بي (الإنجليزية)